# Titularrat
Titularrat war früher jener Ratstitel, der kein bestimmtes Amt anzeigte.
Als Titularrat wurden somit gesehen:
- der Amtsrat,
- der Hofrat,
- der Kanzleirat,
- der Kommerzienrat,
- der Kommissionsrat,
- der Rechnungsrat usw.

Im Preußischen Hofrangreglement von 1878 rangierte der Titularrat in der fünften Rangklasse der Räte, der geheime Hof-, Kommerzienrat usw. in der vierten Rangklasse.
Im Russischen Kaiserreich war der Titulärrat (tituljarnyi sowetnik) hingegen ein eigener ziviler Rang der Klasse 9 in der Rangtabelle. Der nächsttiefere Rang war Kollegiensekretär, der nächsthöhere war Kollegienassessor.